# Donington Park Trophy 1934
Donington Park Trophy 1934 je bila neprvenstvena dirka za Veliko nagrado v sezoni 1934. Odvijala se je 6. oktobra 1934 na dirkališču Donington Park.

## Rezultati

### Dirka
| Poz | Št | Dirkač               | Moštvo                | Dirkalnik        | Krogi | Čas/Odstop | Št. m. |
| --- | -- | -------------------- | --------------------- | ---------------- | ----- | ---------- | ------ |
| 1   | 22 | Whitney Straight     | Whitney Straight Ltd. | Maserati 26M     | 20    | 45:56,0    | 1      |
| 2   | 29 | Clifton Penn-Hughes  | Privatnik             | Alfa Romeo Monza | 20    | + 49,4 s   | 5      |
| 3   | 21 | Earl Howe            | Privatnik             | Bugatti T51      | 20    | + 52,0 s   | 3      |
| 4   | 27 | Richard Shuttleworth | Privatnik             | Bugatti T51      | 20    | + 1:24,2   | 6      |
| 5   | 28 | Charles Martin       | Privatnik             | Bugatti T51      | 20    | + 1:25,6   | 7      |
| 6   | 23 | Frederick Dixon      | Privatnik             | Riley 2000/6     | 20    | + 1:48,0   | 2      |
| Ods | 25 | Chris Staniland      | TASO Mathieson        | Bugatti T51      | 15    | Svečke     | 4      |
| Ods | 32 | Ronald Gunter        | Privatnik             | Riley 2000/9     | 6     | Ogenj      | 8      |
| Ods | 31 | Austin Dobson        | Privatnik             | Alfa Romeo Monza | 0     |            | 9      |
| DNA | 24 | Lindsay Eccles       | Privatnik             | Bugatti T51      |       |            |        |
| DNA | 26 | Raymond Mays         | H W Cook              | ERA A            |       |            |        |
| DNA | 30 | Robin Jackson        | Privatnik             | MG K3 Magnette   |       |            |        |